# 足利義尚
足利義尚（日语：／ Ashikaga Yoshihisa，1465年12月11日—1489年4月26日）是日本室町幕府第9代征夷大將軍。父親為第8代將軍足利義政，母親為日野富子（日野重政之女，為義政的正室）。
足利義尚曾與叔父足利義視爭奪將軍繼承權，史稱應仁之亂。不少大名介入了這場將軍職務繼承戰爭中。最終足利義尚在爭權中勝利，成功成為新任將軍，但將軍的權威開始衰退。義尚致力於恢復幕府昔日的權威，積極改革幕政，並討伐反對幕府的六角氏，但最終在征討六角氏期間病死於軍中。

## 生涯
寬正五年（1464年），第8代將軍足利義政已經30歲，其與正室日野富子結婚已逾十年仍未有子嗣，因此義政便決定讓已出家的弟弟義尋還俗做自己的繼承人，並改名足利義視。沒想到就在隔年，富子竟生下一子，即後來的義尚。
義政與富子既然已有親生兒子，自然希望能由自己的兒子來繼承將軍之位。為此，富子拉攏有力的守護大名山名持豐（宗全），試圖讓義尚成為繼承人，然而這樣的舉動卻引來義視的不滿。義視以管領細川勝元為後盾，與擁立義尚的山名宗全展開抗衡，兩派為了爭奪將軍繼承人之位發生了嚴重的對立。以將軍家的繼承問題為原因之一，再加上幕府的重臣畠山氏和斯波氏也有家督繼承問題，终在應仁元年（1467年）爆發激烈衝突，也挑起了長達十年之久的應仁之亂。隨著細川勝元與山名持豐在文明五年（1473年）相繼病死，東西軍雙方達成了和解，義政也將將軍職讓給了年僅9歲的義尚，義尚成為室町幕府第9代將軍。讓位後的義政隱居至小川御所，與富子分居，由於義尚年紀還小，富子便協助掌政。文明八年（1476年），將軍府邸花之御所被燒，於是富子與義尚母子也改遷至小川御所。
應仁之亂後，日本掀起了「下克上」的風潮，家臣起兵反對主君，守護大名也拒絕服從幕府將軍的統治，這使室町幕府的權威大為下降。義尚企圖恢復幕府將軍的權威，因此在長享元年（1487年）九月十二日親率奉公眾2萬餘人，討伐領有公家、寺社等領地的近江守護六角高賴，史稱長享延德之亂。高賴拋棄居城觀音寺城逃往甲賀郡，但在各地展開遊擊戰進行抵抗，因此義尚在近江鈎（現今的滋賀縣栗東市）長駐了約1年5個月，直到去世為止（鈎之陣）。鈎之陣所也成為了實際上的將軍御所，並且有許多來自京都的公家和武家人物前來拜訪，義尚也以豪華的禮儀招待他們。
此外，在義尚率領的幕府軍中，斯波義寛也隨軍出征。義寬請求恢復越前國的支配權，並對自應仁之亂以來一直掌控該地的朝倉貞景提出訴訟。當時，朝倉一族中的朝倉景冬隨幕府軍出征，而貞景本人則留在越前敦賀。最終義尚選擇接受朝倉氏的主張，並裁定朝倉氏成為將軍的直臣。
長享二年（1488年），義尚改名為義凞（《足利家官位記》），九月十七日，24歲的義尚被任命為內大臣。同年，加賀一向一揆爆發，加賀國守護富樫政親遭討死。政親曾在長享・延德之亂中跟隨幕府軍出征，所以義尚命令蓮如將參與一揆的人開除教籍。不過，細川政元勸阻了義尚，最終義尚聽從蓮如對一揆的譴責，決定不再追究。至於在文明十七年（1485年）發生的山城國一揆，義尚也沒有立刻用武力鎮壓，而是選擇允許一部分權力的存在。
雖然討伐六角氏使將軍權威在一定程度上得到恢復，惟義尚隨後便沉迷於酒色，不理政務軍事。此外在長享二年（1488年），義尚任命自己的寵臣結城尚豐為近江守護，並把大部分政治權力交給了身邊的親信，幕府的權力為此被他們所操控。另一方面，由於義尚的親信和奉公衆假借名義非法將近江的寺廟和土地強行佔為兵糧料所，也迫使荘園領主們開始要求義政重新介入政務。結果，原本是為了展示幕府權威的近江出兵，反而間接促使了義政政治影響力的復甦。
長享三年三月廿六日（1489年4月26日）巳時，年僅25歲的義尚在鈎之陣所中病逝，其死因是由於過度沉迷於酒色引發的腦溢血。義尚是由母親富子扶植上位成為將軍的，但未取得什麼顯著的政治成就，就英年早逝。次年一月，隱居的義政也接著過世。由於義尚無子，於是富子在延德二年（1490年）迎立了之前曾一度被當做繼承人的義視之子足利義材（一說義材是義尚的養子）為室町幕府第10代將軍。

## 經歷
※日期＝舊曆
- 1473年（文明5年）12月19日元服。同日昇敘正五位下，任左近衛中將。同時受封征夷大将軍。
- 1474年（文明6年）6月10日昇敘從四位下。
- 1475年（文明7年）4月19日昇敘正四位下。9月17日補任参議。兼任左近衛中将如元。
- 1476年（文明8年）1月6日昇敘從三位。参議左近衛中将美作權守如元。（兼任美作權守的日期不詳）
- 1477年（文明9年）1月6日昇敘正三位。参議左近衛中将如元。
- 1479年（文明11年）1月5日昇敘從二位。参議左近衛中将如元。
- 1480年（文明12年）3月29日轉任權大納言。
- 1483年（文明15年）3月21日昇敘從一位。權大納言如元。
- 1485年（文明16年）12月，兼務淳和奖学院兩院別当。
- 1486年（文明17年）8月28日兼任右近衛大將。
- 1487年（長享元年）改名義熙。
- 1488年（長享2年）9月17日轉任内大臣。右近衛大将兼任如元。
- 1489年（長享3年）3月26日病逝。3月27日贈太政大臣。

## 接受義尚偏諱的人物
偏諱
- 近衛尚通
- 九條尚經
- 二条尚基
- 勸修寺尚顯
- 結城尚豐
- 畠山尚順
- 細川尚春
- 伊達尚宗
- 山名尚之
- 細川尚經
- 葛西尚信
- 大館尚氏

| 足利義尚          |                                        |                                      |
| 官衔              |                                        |                                      |
| 前任： 一條冬良   | 內大臣 1488年10月21日－1489年4月26日   | 空缺下一位持有相同頭銜者：今出川公興 |
| 军职              |                                        |                                      |
| 前任： 足利義政   | 征夷大將軍 1474年1月7日－1489年4月26日 | 繼任： 足利義材                      |
| 前任： 花山院政長 | 右大將 1485年10月6日－1489年4月26日    | 空缺下一位持有相同頭銜者：今出川公興 |
| 貴族爵位和頭銜    |                                        |                                      |
| 前任： 足利義政   | 足利將軍家第9代當主 1474年 - 1489年    | 繼任： 足利義材                      |
| 前任： 足利義政   | 源氏長者 1483年 - 1489年               | 繼任： 久我豐通                      |